# Nybo, Hedesunda
Nybo är en liten nedlagd by i Hedesunda socken, Gävle kommun, Gävleborgs län. Byn är känd sedan år 1670. Närmaste grannbyar var Österbo och Gräsbäcken. Byn upphörde på 1930-talet.